# آرثر فينلاي
آرثر فينلاي (بالإنجليزية: Arthur Finlay)‏ هو لاعب اتحاد الرغبي أسترالي، ولد في 25 ديسمبر 1903 في سيدني في أستراليا، وتوفي في 20 سبتمبر 1981.